# The Silver Tree
The Silver Tree è un album discografico realizzato, da solista, dalla cantante australiana Lisa Gerrard, pubblicato nel 2006.
Il brano "Space Weaver" è stato utilizzato nello spettacolo "Botanica" dei Momix.

## Tracce
1. In Exile – 6:04
2. Shadow Hunter – 2:04
3. Come Tenderness – 3:29
4. The Sea Whisperer – 4:26
5. Mirror Medusa – 4:50
6. Space Weaver (Lisa Gerrard and Michael Edwards) – 7:21
7. Abwoon – 3:57
8. Serenity – 3:30
9. Towards the Tower – 10:22
10. Wandering Star – 2:33
11. Sword of the Samurai – 1:35
12. Devotion – 8:02
13. The Valley of the Moon – 3:25